# Anticima

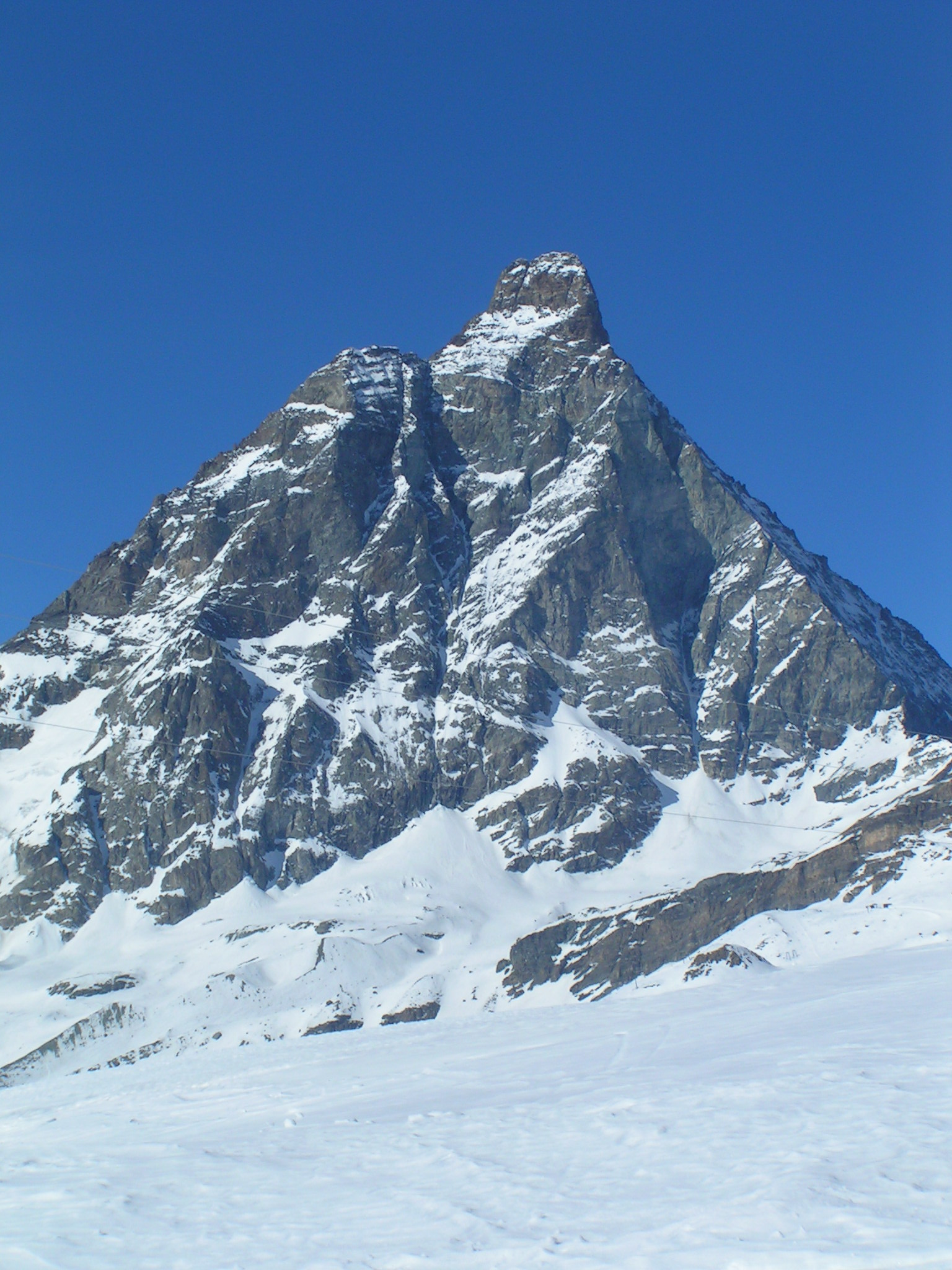
Sulla sinistra del Cervino si nota una sua anticima, il Pic Tyndall.

In geomorfologia si chiama anticima (oppure antecima, sottocima, vetta secondaria, spalla, ecc. - in inglese subpeak) una elevazione sottostante la vetta di una montagna.

## Definizione topografica

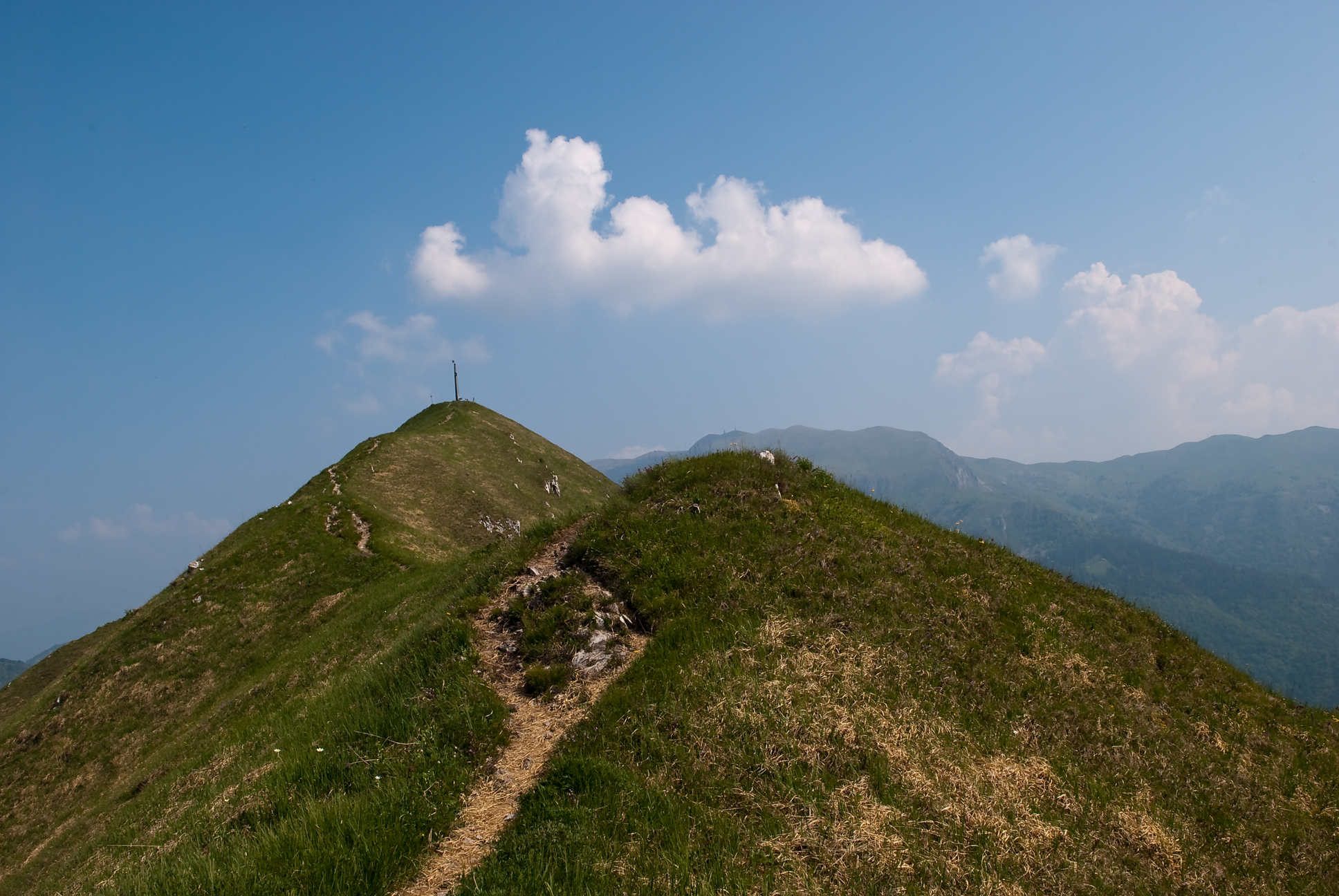
Cima e anticima (a destra) della punta Almana (Sale Marasino)

Partendo dal concetto di prominenza topografica l'UIAA ha definito che una elevazione si chiama montagna se ha una prominenza almeno pari a 300 m; si chiama vetta se ha una prominenza almeno pari a 30 m; nei casi in cui vi sia prominenza minore si parla di anticima, sottocima, spalla, ecc. Le anticime hanno normalmente anche un basso isolamento topografico. La scelta di una prominenza di almeno 30 metri è basata sul dislivello superabile con un classico tiro di corda.
Vale quindi la seguente tabella:
| Termine                            | Prominenza    |
| ---------------------------------- | ------------- |
| anticima (sottocima, spalla, ecc.) | < 30 m        |
| vetta                              | da 30 a 300 m |
| montagna                           | 300 m o più   |

## Eccezioni
- Monte Bianco di Courmayeur (4.765 m) - Pur avendo una prominenza topografica di soli 27 metri (infatti è separato dal Monte Bianco dal Colle Major (4.742 m)) per la sua importanza storica, morfologica ed alpinistica viene considerata tra gli 82 4000 delle Alpi.